# 7-я гвардейская истребительная авиационная дивизия
7-я гварде́йская истреби́тельная авиацио́нная Рже́вская Краснознамённая ордено́в Суво́рова и Куту́зова диви́зия (7-я гв. иад) — гвардейское формирование (соединение, дивизия) истребительной авиации РККА ВС СССР.

## Наименования дивизии
- 209-я истребительная авиационная дивизия (1-го формирования);
- 209-я истребительная авиационная дивизия (2-го формирования);
- 7-я гвардейская истребительная авиационная дивизия;
- 7-я гвардейская истребительная авиационная Ржевская дивизия;
- 7-я гвардейская истребительная авиационная Ржевская Краснознамённая дивизия;
- 7-я гвардейская истребительная авиационная Ржевская Краснознамённая ордена Суворова дивизия;
- 7-я гвардейская истребительная авиационная Ржевская Краснознамённая орденов Суворова и Кутузова дивизия;
- Полевая почта 49676.

## История формирования. Боевой путь
7-я гвардейская истребительная авиационная Ржевская Краснознамённая орденов Суворова и Кутузова дивизия сформирована в мае 1942 года в Калининской области как 209-я истребительная авиационная дивизия (1-го формирования), которая была расформирована 14 октября 1942 года и заново сформирована в составе корпуса к 15 ноября 1942 года 209-я истребительная авиационная дивизия (2-го формирования).
Первоначально в неё входили 5-й гвардейский, 521-й истребительные авиаполки и другие части. После сформирования была включена в 3-ю воздушную армию Калининского фронта. Во взаимодействии с другими истребительными авиационными соединениями армии прикрывала войска фронта в ходе оборонительных боёв в районе г. Белый (июль 1942) и в Ржевско-Сычёвской наступательной операции (конец июля — август 1942 года).
В конце ноября-декабря 1942 года дивизия (1-й гвардейский, 12-й, 900-й истребительные авиационные полки и другие части) в составе 3-й воздушной армии прикрывала войска фронта в ходе Великолукской наступательной операции.
В конце декабря 1942 года была передана в 14-ю воздушную армию и в январе 1943 года участвовала в операции по прорыву блокады Ленинграда.
В начале марта возвращена в 3-ю воздушную армию и в её составе принимала участие в Ржевско-Вяземской наступательной операции 1943 года.
В мае в составе 5-й воздушной армии Степного военного округа выполняла задачи по прикрытию аэродромов и оперативных перевозок войск и грузов. В ходе боевых действий к маю 1943 лётчики дивизии произвели свыше 10 тысяч самолёто-вылетов и сбили и воздушных боях более 200 самолётов противника.
За высокое боевое мастерство, отвагу, стойкость и героизм личного состава 1 мая 1943 года была преобразована в 7-ю гвардейскую истребительную авиационную дивизию.
4 мая 1943 года удостоена почётного наименования «Ржевской».
В июле — августе дивизия в составе 1-й воздушной армии Западного, с 3 августа 15-й воздушной армии Брянского фронтов участвовала в Орловской, а в сентябре — начале октября в Брянской наступательных операциях.
С середины октября 1943 входила в 3-ю воздушную армию Калининского (с 20 октября 1-го Прибалтийского) фронта и до марта 1944 года прикрывала войска в ходе наступательных операций на невельском, городокском и витебском направлениях.
В начале марта 1944 года была передана в 1-ю воздушную армию Западного, с 24 апреля 3-го Белорусского фронта. В её составе в июне — августе участвовала в Белорусской наступательной операции. В ходе операции лётчики дивизии прикрывали части 3-го штурмового авиационного корпуса и 4-й гвардейской штурмовой авиационной дивизии, а также соединения 11-й гвардейской, 33-й армий и 2-го гвардейского танкового корпуса.
За образцовое выполнение заданий командования при освобождении войсками фронта г.Лида (9 июля 1944 года) дивизия была награждена орденом Красного Знамени (25 июля 1944 года).
В октябре- декабре 1944 года находилась в резерве Ставки ВГК и пополнялась личным составом и техникой.
С января 1945 года и до конца войны вела боевые действия в составе 2-й воздушной армии 4-го Украинского фронта. В январе — марте в ходе Сандомирско-Силезской, Нижне- и Верхне-Силезской наступательных операций прикрывала войска 4-й танковой (с 17 марта 1945 4-я гвардейской танковой), 3-й гвардейской и 13-й армий.
За высокое боевое мастерство, проявленное лётным составом в воздушных боях в ходе Нижне-Силезской операции, была награждена орденом Суворова 2-й степени (5 апреля 1945 года).
В апреле — мае участвовала в Берлинской и Пражской наступательных операциях.
За отличия в боях при освобождении войсками 4-го Украинского фронта г. Прага (9 мая) была награждена орденом Кутузова 2-й степени (4 июля 1945 года).
В годы войны лётчики дивизии совершили свыше 21 тысяч самолёто-вылетов, уничтожили около 800 самолётов противника.
В послевоенный период входила в состав ЦГВ.
1 мая 1945 года лётчики 7-й гвардейской истребительной авиационной дивизии гвардии капитан В. К. Новосёлов и майор Н. А. Малиновский в сопровождении 16 истребителей под командованием дважды Героя Советского Союза полковника А. В. Ворожейкина в составе Героев Советского Союза В. Н. Буянова, И. П. Лавейкина, П. И. Пескова и других лётчиков появились над рейхстагом и сбросили на парашютах красные полотнища. На одном из них было написано «Победа», на обратной стороне — «Слава Советским воинам, водрузившим Знамя Победы над Берлином», а на другом — «Да здравствует 1 Мая».
После окончания войны в июне 1945 года дивизия в составе корпуса выведена из Чехословакии в Венгрию, где была расформирован в январе 1946 года.

## Командир дивизии
| Звание                | Имя                          | Период                                  | Примечание |
| --------------------- | ---------------------------- | --------------------------------------- | ---------- |
| Генерал-майор авиации | Забалуев Вячеслав Михайлович | 10 мая 1942 года — 20 февраля 1945 года |            |
| Подполковник          | Лобов, Георгий Агеевич       | 21 февраля 1945 года — 9 мая 1945 года  |            |
| Генерал-майор авиации | Рейно Леонид Давыдович       | июнь 1946 года — июнь 1947 года         |            |

## Награды
- Указом Президиума Верховного Совета СССР от 19 февраля 1945 года 89-й гвардейский Оршанский истребительный авиационный полк награждён орденом «Богдана Хмельницкого II степени».
- Указом Президиума Верховного Совета СССР от 5 апреля 1945 года 7-я гвардейская Ржевская Краснознамённая истребительная авиационная дивизия награждена орденом «Суворова II степени».
- Указом Президиума Верховного Совета СССР от 5 апреля 1945 года 115-й гвардейский Оршанский истребительный авиационный полк за образцовое выполнение боевых заданий командования в боях с немецкими захватчиками при форсировании реки Одер северо-западнее города Бреслау (Бреславль) и проявленные при этом доблесть и мужество награждён орденом «Александра Невского»[5].
- Указом Президиума Верховного Совета СССР от 26 мая 1945 года 1-й гвардейский Красногвардейский ордена Ленина Краснознамённый истребительный авиационный полк награждён орденом «Кутузова III степени».
- Указом Президиума Верховного Совета СССР от 28 мая 1945 года 115-й гвардейский Оршанский ордена Александра Невского истребительный авиационный полк за образцовое выполнение боевых заданий командования в боях при прорыве обороны немцев на реке Нейссе и овладении городами Котбус, Люббен, Цоссен, Беелитц, Лукенвальде, Тройенбритцен, Цана, Мариенсфельде, Треббин, Рантсдорф, Дидерсдорф, Кельтов и проявленные при этом доблесть и мужество награждён орденом «Кутузова III степени»[6].
- Указом Президиума Верховного Совета СССР от 4 июня 1945 года 7-я гвардейская Ржевская Краснознамённая ордена Суворова II степени истребительная авиационная дивизия за образцовое выполнение заданий командования в боях с немецкими захватчиками при освобождении города Праги и проявленные при этом доблесть и мужество награждена орденом «Кутузова II степени».
- Указом Президиума Верховного Совета СССР от 25 июля 1944 года 7-я гвардейская Ржевская истребительная авиационная дивизия награждена орденом Красного Знамени.

## Почётные наименования
- Приказом НКО № 207 от 4 мая 1943 года 7-й гвардейской истребительной авиационной дивизии присвоено почётное наименование «Ржевская».
- Приказом НКО № 207 от 4 мая 1943 года 1-му гвардейскому ордена Ленина Краснознамённому истребительному авиационному полку присвоено почётное наименование «Красногвардейский».
- Приказом НКО № 0182 от 6 июля 1944 года на основании Приказа ВГК № 121 от 27 июня 1944 года 89-му гвардейскому истребительному авиационному полку присвоено Почётное Наименование «Оршанский».
- Приказом НКО № 0182 от 6 июля 1944 года на основании Приказа ВГК № 121 от 27 июня 1944 года 115-му гвардейскому истребительному авиационному полку присвоено Почётное Наименование «Оршанский».

## Благодарности Верховного Главнокомандования
Воинам дивизии в составе корпуса объявлены благодарности Верховного Главнокомандования:
- За отличие в боях за овладение крупным областным центром Белоруссии городом Витебск — важным стратегическим узлом обороны немцев на западном направлении[7].
- За отличие в боях при овладении городом и оперативно важным железнодорожным узлом Орша — мощным бастионом обороны немцев, прикрывающим минское направление[8].
- За отличие в боях при форсировании реки Неман, прорыве сильно укрепленной обороны противника на западном берегу Немана, овладении городом и крупной железнодорожной станцией Мариамполь, важными узлами коммуникаций Пильвишки, Шостаков, Сейны[9].
- За отличие в боях при овладении городом и крепостью Каунас (Ковно) — оперативно важным узлом коммуникаций и мощным опорным пунктом обороны немцев, прикрывающим подступы к границам Восточной Пруссии[10].
- За отличие в боях при овладении городом и железнодорожной станцией Пиотркув (Петроков) — важным узлом коммуникаций и опорным пунктом обороны немцев на лодзинском направлении[11].
- За отличие в боях боях при вторжении в немецкую Силезию и за овладение городами Крайцбург, Розенберг, Питшен, Ландсберг и Гуттентаг[12].
- За отличие в боях при форсировании реки Одер и овладении городами Лигниц, Штейнау, Любен, Гайнау, Ноймаркт и Кант — важными узлами коммуникаций и мощными опорными пунктами обороны немцев на западном берегу Одера[13].
- За отличие в боях при овладении городами немецкой Силезии Нейштедтель, Нейзальц, Фрейштадт, Шпроттау, Гольдберг, Яуэр, Штригау[14].
- За отличие в боях при овладении городом и крепостью Глогау (Глогув) — мощным узлом обороны немцев на левом берегу Одера[15].
- За отличие в боях при овладении городами Котбус, Люббен, Цоссен, Беелитц, Лукенвальде, Тройенбритцен, Цана, Мариенфельде, Треббин, Рангсдорф, Дидерсдорф, Тельтов и вход с юга в столицу Германии Берлин[16].
- За отличие в боях по завершению окружения Берлина и за отличие в боях при овладении городами Науен, Эльшталь, Рорбек, Марквардт[17].
- За отличие в боях при разгроме берлинской группы немецких войск овладением столицы Германии городом Берлин — центром немецкого империализма и очагом немецкой агрессии[18].
- За отличие в боях при овладении городом Дрезден — важным узлом дорог и мощным опорным пунктом обороны немцев в Саксонии[19].
- За отличия при освобождении Праги[20].

## Состав дивизии

### Боевой состав на 01.12. 1942 г.
- 1-й гвардейский истребительный авиационный полк
- 5-й гвардейский истребительный авиационный полк (до 31.10.1942 г.)
- 21-й истребительный авиационный полк (до 26.10.1942 г.)
- 12-й истребительный авиационный полк

### Боевой состав на 01.06.1943 г.
- 1-й гвардейский истребительный авиационный полк
- 146-й истребительный авиационный полк
- 89-й гвардейский истребительный авиационный полк (12-й истребительный авиационный полк)

### К концу войны
- 1-й гвардейский Краснознамённый ордена Ленина истребительный авиационный полк — с 1 мая 1943 года по декабрь 1945.года. Убыл в состав 11-й гвардейской Днепропетровской Краснознамённой ордена Богдана Хмельницкого II степени истребительной авиационной дивизии.
- 89-й гвардейский истребительный авиационный полк — с 1 мая 1943 года по декабрь 1945 года. Убыл в состав 12-й гвардейской Знаменской Краснознамённой ордена Богдана Хмельницкого II степени истребительной авиационной дивизии.
- 146-й истребительный авиационный полк — с 5 мая 1943 года по 3 сентября 1943 года. Переименован в 115-й гвардейский истребительный авиационный полк.
- 115-й гвардейский истребительный авиационный полк — с 3 сентября 1943 года по 11 января 1946 года. Убыл в состав 13-й гвардейской Полтавско-Александрийской Краснознамённой ордена Кутузова II степени истребительной авиационной дивизии.

## Подчинение
В составе объединений:
- С 1 мая 1943 года по 28 мая 1943 года — в Резерве Верховного Главного Командования.
- С 28 мая 1943 года по 3 августа 1943 года — в составе 1-й воздушной армии Западного фронта.
- С 3 августа 1943 года по 20 августа 1943 года — в составе 15-й воздушной армии Брянского фронта.
- С 20 августа 1943 года по 17 октября 1943 года — в составе Резерва Верховного Главного Командования.
- С 17 октября 1943 года по 6 марта 1944 года в составе 3-й воздушной армии 1-го Прибалтийского фронта.
- С 6 марта 1944 года по май 1944 года — в составе Резерва Верховного главного командования.
- С мая 1944 года по 20 июня 1944 года — в составе 8-й воздушной армии Резерва Верховного Главного Командования.
- С 20 июня 1944 года по 10 сентября 1944 года — в составе 1-й воздушной армии 3-го Белорусского фронта.
- С 10 сентября 1944 года по 14 ноября 1944 года — в составе 6-й воздушной армии Резерва Верховного Главного Командования.
- С 14 ноября 1944 года по 10 июня 1945 года — в составе 2-й воздушной армии 1-го Украинского фронта.
- С 10 июня 1945 года по январь 1946 года — в составе 2-й воздушной армии Центральной группы войск.

В составе корпусов:
- С 1 мая 1943 года по январь 1946 года — в составе 2-го истребительного авиационного корпуса.

## Участие в операциях и битвах
- Курская битва:
  - Орловская стратегическая наступательная операция «Кутузов» с 12 июля по 18 августа 1943 года.
- Городокская операция с 13 по 31 декабря 1943 года.
- Белорусская операция — с 23 июня по 29 августа 1944 года.
  - Витебско-Оршанская операция — с 23 по 28 июня 1944 года.
- Висло-Одерская операция:
  - Сандомирско-Силезская операция — с 12 января по 23 февраля 1945 года.
- Нижнесилезская наступательная операция[3] — с 8 февраля по 24 февраля 1945 года
- Верхнесилезская наступательная операция[3] — с 15 марта по 31 марта 1945 года.
- Берлинская наступательная операция[3] — с 16 апреля по 8 мая 1945 года.
- Пражская операция[3] — с 6 по 11 мая 1945 года.

## Отличившиеся воины дивизии
Сотни её воинов были награждены орденами и медалями, а 10 из них удостоены звания Героя Советского Союза.
 Герои Советского Союза
- Буянов, Виктор Николаевич, гвардии майор, заместитель командира 146 истребительного авиационного полка по политической части. Указ Президиума Верховного Совета СССР от 2 сентября 1943 года. Медаль «Золотая Звезда» № 1108.
- Гончар, Иван Алексеевич, гвардии старший лейтенант, командир звена 89-го гвардейского истребительного авиационного полка. Посмертно. Указ Президиума Верховного Совета СССР от 27 июня 1945 года.
- Дранко, Пётр Александрович, гвардии майор, командир эскадрильи 89-го гвардейского истребительного авиационного полка. Указ Президиума Верховного Совета СССР от 2 сентября 1943 года. Золотая Звезда № 1104.
- Ищенко, Василий Каленикович, гвардии майор, командир эскадрильи 1-го гвардейского истребительного авиационного полка. Указ Президиума Верховного Совета СССР от 27 июня 1945 года. Золотая Звезда № 7942.
- Лаухин, Александр Кириллович, гвардии старший лейтенант, командир эскадрильи 1-го гвардейского истребительного авиационного полка. Указ Президиума Верховного Совета СССР от 2 сентября 1943 года. Золотая Звезда № 1110.
- Московенко, Василий Иванович, гвардии старший лейтенант, командир звена 1-го гвардейского истребительного авиационного полка. Указ Президиума Верховного Совета СССР от 27 июня 1945 года. Золотая Звезда № 7957.
- Новосёлов, Кузьма Васильевич, гвардии старший лейтенант, заместитель командира эскадрильи 115-го гвардейского истребительного авиационного полка. Указ Президиума Верховного Совета СССР от 27 июня 1945 года. Золотая Звезда № 6519.
- Сенченко, Владимир Петрович, гвардии капитан, штурман эскадрильи 1-го гвардейского истребительного авиационного полка. Указ Президиума Верховного Совета СССР от 27 июня 1945 года. Золотая Звезда № 7703.
- Филатов, Григорий Иванович, гвардии старший лейтенант, помощник по воздушно-стрелковой службе командира 146-го истребительного авиационного полка. Указ Президиума Верховного Совета СССР от 2 сентября 1943 года. Золотая Звезда № 3518.
- Хлуд, Борис Алексеевич, гвардии капитан, командир эскадрильи 146-го истребительного авиационного полка . Указ Президиума Верховного Совета СССР от 2 сентября 1943 года. Золотая Звезда № 1111.

 В рядах дивизии сражался Герой Советского Союза (1940), гвардии лейтенант Артемьев, Иван Тимофеевич (1917—1944).